# Taningia danae
Taningia danae är en bläckfiskart som beskrevs av Louis Joubin 1931. Taningia danae ingår i släktet Taningia och familjen Octopoteuthidae. Inga underarter finns listade i Catalogue of Life.